# Haus Klosterstraße 11 (Kassel)

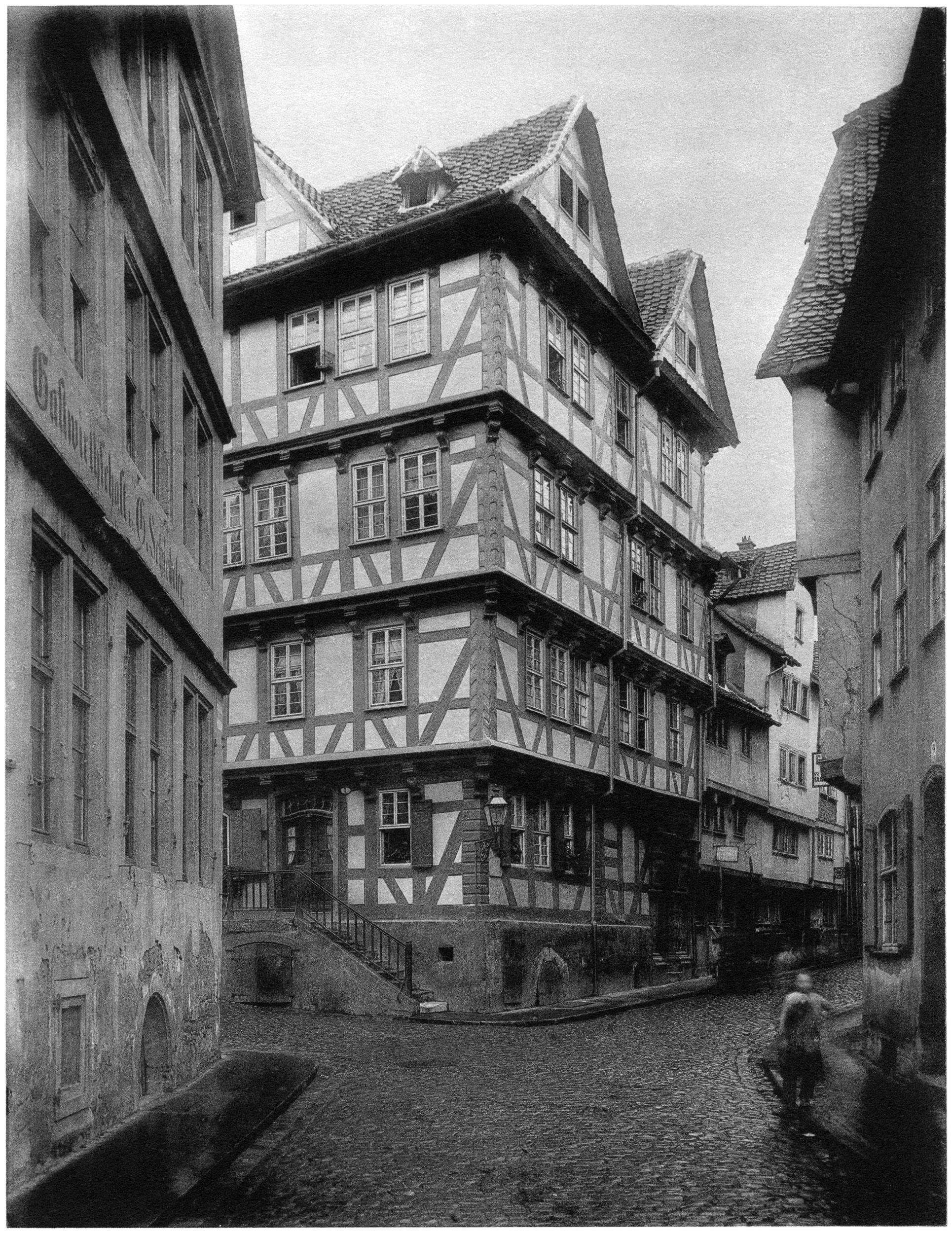
Klosterstraße 11 von Westen her gesehen. Aufnahme von Ludwig Bickell 1882 oder 1884

Das Haus Klosterstraße 11 war ein Fachwerkgebäude der Kasseler Altstadt. Das Renaissancegebäude aus dem 17. Jahrhundert stand bis zum Zweiten Weltkrieg an der Ecke Zeughausstraße, Klostergasse und dem Platz „Vor dem Kloster“.

## Baugestalt
Das Gebäude war eine zu drei Seiten freistehende Fachwerkkonstruktion mit vier Stockwerken. Die etwa 9,5 Meter breite Schmalseite war in acht Gefache gegliedert, die etwa 12,5 Meter langen Längsfronten in jeweils zehn. Abgesehen von seiner exponierten Lage fiel das in den Stockwerken weit vorkragende Gebäude durch seinen reichen Fassadenschmuck auf.

## Geschichte
Das Gebäude trug an einem Eckstein eine Flutmarke von 1642. Die Bauzeit wird auf etwa 1640 geschätzt. Es befand sich in unmittelbarer Nähe zum Kasseler Zeughaus und dem Kloster Ahnaberg. Das Gebäude brannte wahrscheinlich bei den Luftangriffen vom 22. Oktober 1943 bis auf den Keller nieder, heute befindet sich ein Neubau aus den 1950er Jahren an seiner Stelle.